# Grubenkarspitze (Alpes de l'Ötztal)
Pour l’article homonyme, voir Grubenkarspitze.
La Grubenkarspitze est une montagne qui s’élève à 3 000 m d’altitude dans les Alpes de l'Ötztal, en Autriche.